# 60th Parallel Territorial Park
Der 60th Parallel Territorial Park ist ein Provinzpark im Süden der kanadischen Nordwest-Territorien. Abweichend von den meisten anderen kanadischen Provinzen, werden die Provinzparks im Nordwest-Territorium als Territorial Park bezeichnet. 

## Lage
Der 60th Parallel Territorial Park ist der südlichste der Territorial Parks in den Nordwest-Territorien und liegt unmittelbar an der Grenze zur Provinz Alberta. Ähnlich weit südlich liegt nur noch der Queen Elizabeth Territorial Park. Im Osten reicht der Territorial Park bis zum Westufer des Hay River.
Der Park liegt am Hay River, etwa 80 Kilometer südwestlich von Enterprise bzw. etwa 190 Kilometer nördlich von High Level in der South Slave Region. Der Park liegt unmittelbar am Mackenzie Highway (dem „Northwest Territories Highway 1“) zu erreichen.
Der an der sogenannten Wood Buffalo Route gelegene Park hat lediglich neun Stellplätze für Wohnmobile und Zelte und verfügt über einfach Sanitäranlagen. Außerdem gehört eine sogenannte Day Use Area zum Park.